# Gestapo-Gefängnis Theresienstadt

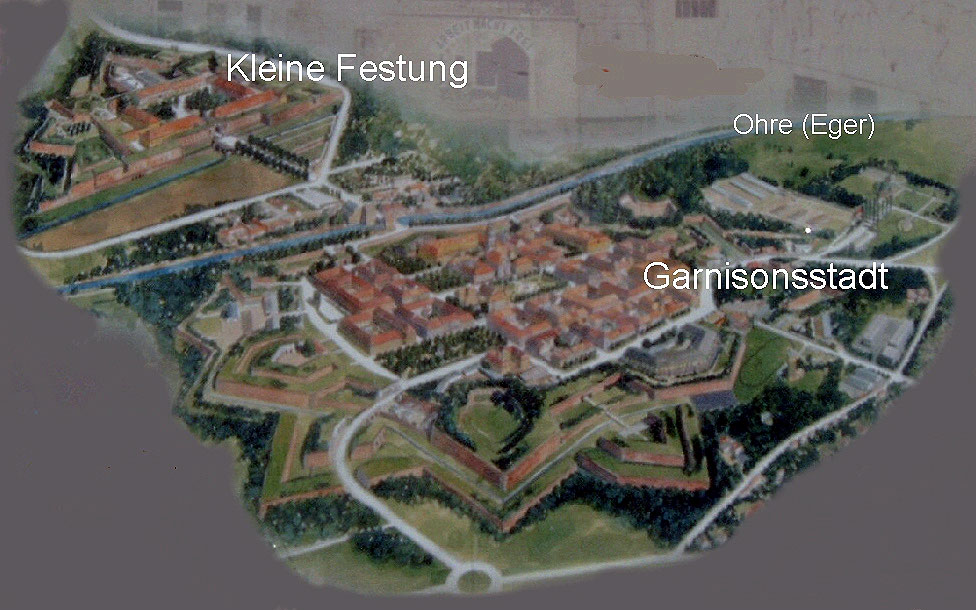
Plan von Theresienstadt

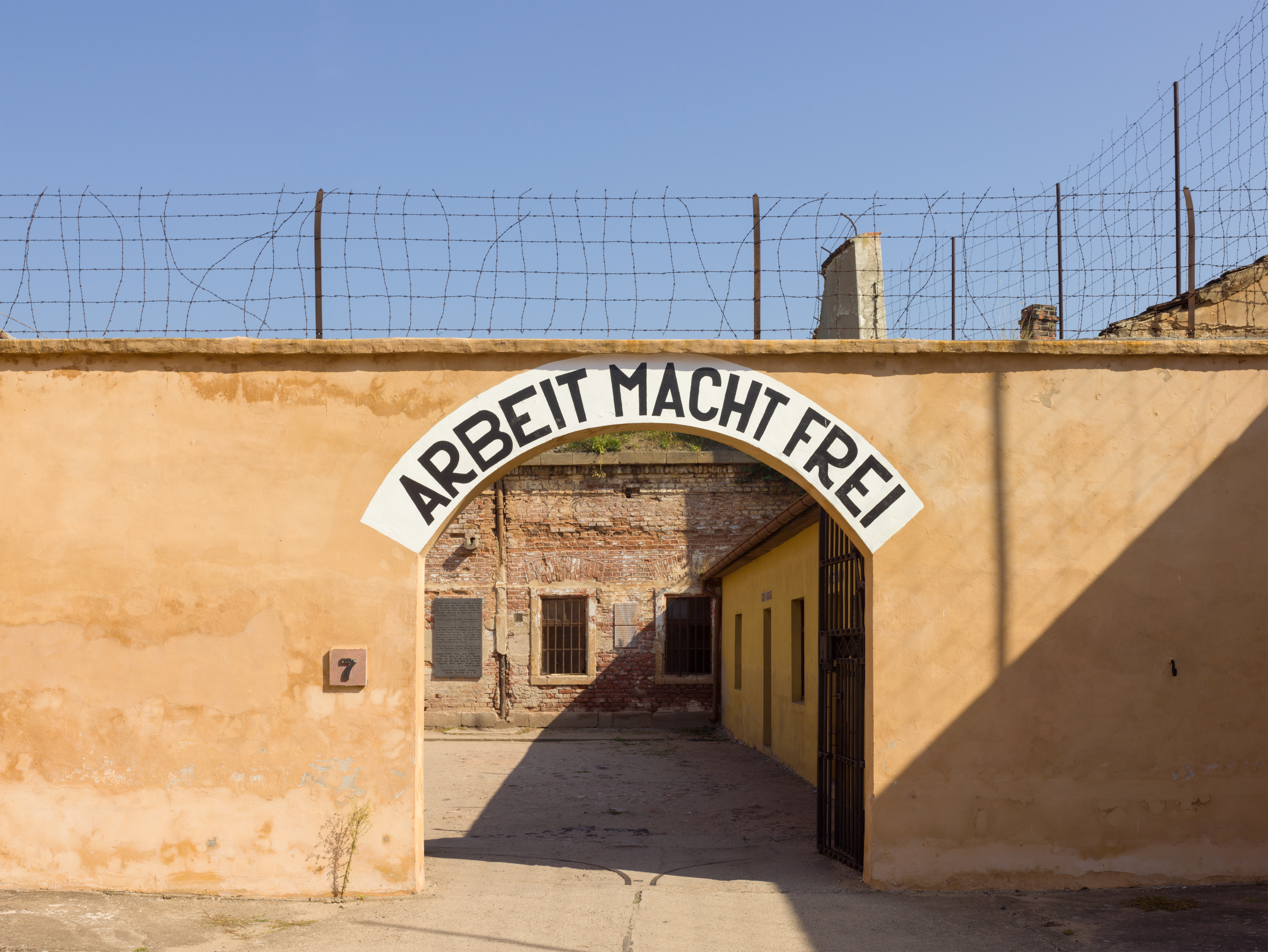
Der Verwaltungshof der Kleinen Festung

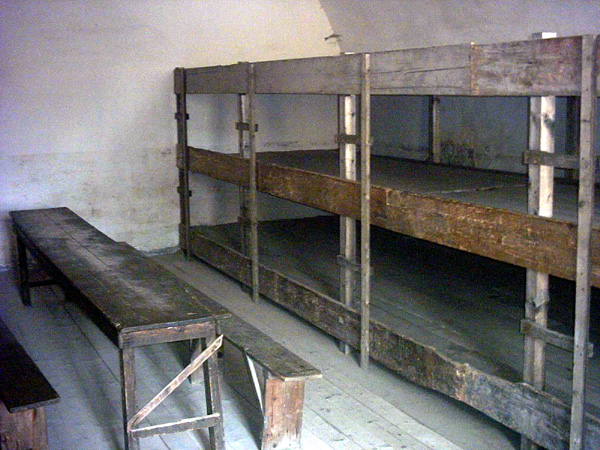
Unterkunft in der Kleinen Festung

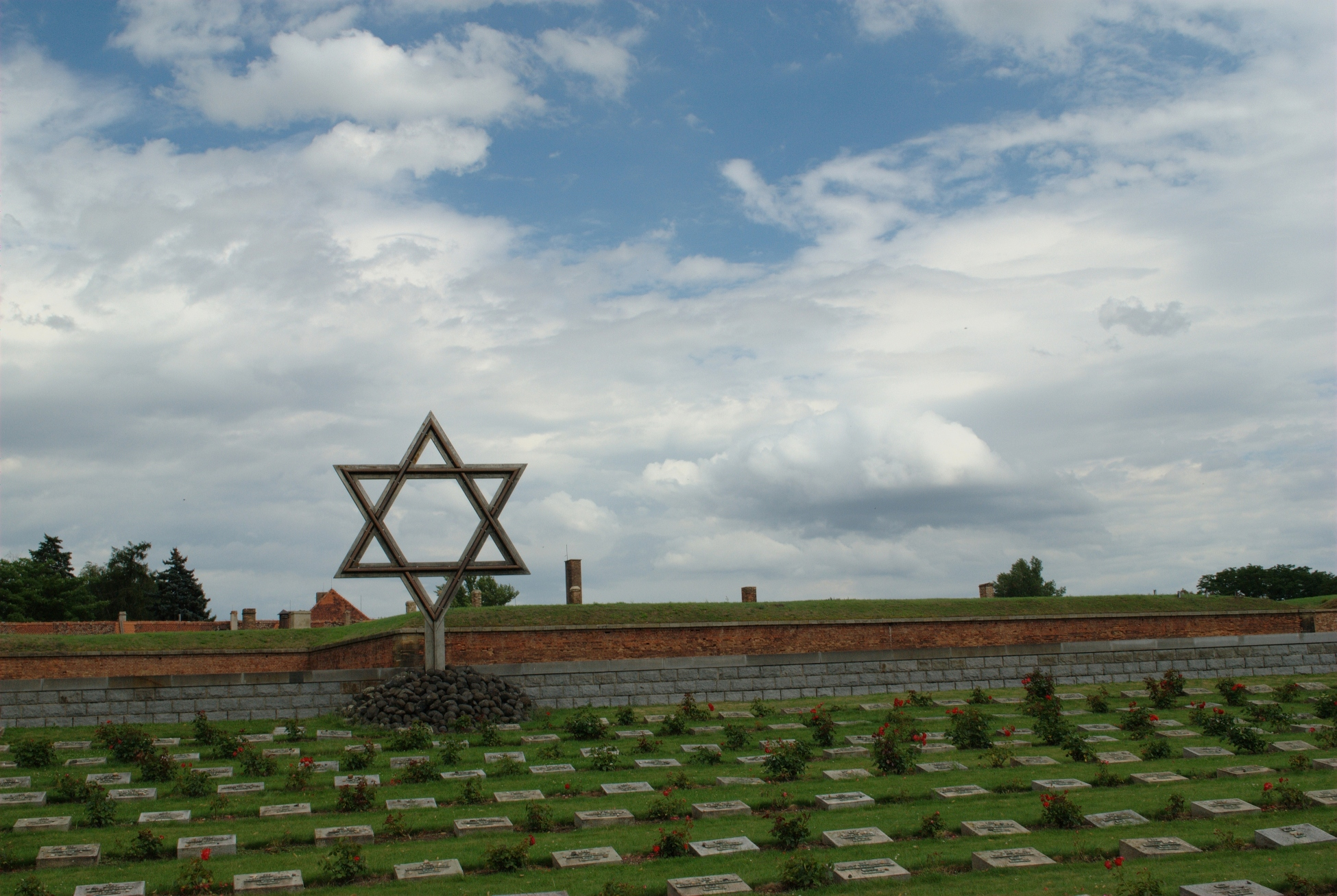
Nationalfriedhof vor dem Haupteingang der Kleinen Festung

Das Gestapo-Gefängnis Theresienstadt befand sich in der unter Kaiser Josef II. 1780 bis 1790 erbauten Kleinen Festung bei Theresienstadt, heute Terezín. Es bestand von Juni 1940 bis Mai 1945. Auf der gegenüberliegenden Seite der Eger befand sich die ehemalige Garnisonsstadt mit dem Ghetto Theresienstadt.

## Geschichte
Nach der Zerschlagung der Tschechoslowakei wurde im nationalsozialistischen Protektorat Böhmen und Mähren im Juni 1940 in der Kleinen Festung ein Gestapo-Gefängnis eingerichtet. Die Nazis nutzten die vorhandene Infrastruktur aus und bauten den Ort zu einem Bestandteil ihres Repressions- und Vernichtungsapparates aus.
Das Gefängnis wurde von der Gestapo-Dienststelle in Prag verwaltet. Zu Anfang gab es nur männliche Häftlinge; erst nach dem erfolgreichen Attentat auf Reinhard Heydrich wurde im Juni 1942 eine Frauenabteilung eingerichtet. Zu den bestehenden drei Gefängnishöfen kam 1943 ein vierter hinzu, der für männliche Häftlinge bestimmt war.
Von 1940 bis 1945 überstellte die Gestapo rund 27.000 Männer und 5.000 Frauen an das Gefängnis Theresienstadt, zunächst mit Inhaftierten aus Prag, dann aus ganz Böhmen und ab 1944 auch aus Mähren. In der Kleinen Festung wurden bis Kriegsende überwiegend Tschechen festgehalten, darunter viele Widerständler gegen das Nazi-Regime, in den letzten Jahren dann auch Bürger der Sowjetunion, aus Polen, Jugoslawien und gegen Kriegsende Kriegsgefangene aus den Reihen der alliierten Armeen.
Von den Insassen kamen etwa 8.000 in anderen Lagern um, in die sie bis zum Ende des Krieges deportiert wurden. 2.500 starben im Lager nach Folter, Krankheiten und aufgrund der Arbeits- und Lebensbedingungen. 250 Insassen wurden in der Festung selbst hingerichtet. Unter den Opfern befindet sich auch eine Gruppe von Juden aus dem Rheinland, die von Köln aus per Bahn deportiert worden waren und am 4. Oktober 1944 – „irrtümlicherweise“ – in der Kleinen Festung statt im „Ghetto“ ausgeladen worden waren. Fast alle wurden ermordet.
Kommandant des Gestapo-Gefängnisses war seit dessen Einrichtung SS-Hauptsturmführer Heinrich Jöckel, der die 1. Kompanie des SS-Wachbataillons Böhmen und Mähren kommandierte.

## Bericht von Jan Merell
Jan Merell wurde 1943 in Prag verhaftet und in der Kleinen Festung inhaftiert. In dem vom Rat der jüdischen Gemeinden in Böhmen und Mähren herausgegebenen Band Theresienstadt hat er seine Eindrücke und Erfahrungen unter dem Titel Wie sie litten und starben festgehalten. Mit sie meint er die Juden, die in die Kleine Festung kamen. Er selbst war katholischer Priester, der wie tausende andere Tschechen nach Theresienstadt kamen, weil sie in Opposition zu den Nazis standen. Merell hatte als Dozent der Theologischen Fakultät der Karls-Universität in Prag auch nach deren Schließung weiter Vorlesungen gehalten.
Der Anteil der Juden unter den 2.500 Toten der Kleinen Festung war hoch. Nur in den ersten Monaten hatten die Nazis im November 1941 eingerichteten Ghetto Theresienstadt eine eigene Hinrichtungsstelle. Vom Sommer 1942 an wurden alle Hinrichtungen in Theresienstadt in der Kleinen Festung vollstreckt. Merell schreibt in seinem Bericht:

„Im Juni 1940 wurde sie (die Kleine Festung) von der Prager Gestapo übernommen, die hier ein Notgefängnis errichtete, um dem Platzmangel im Prager Polizeigefängnis Pankrac abzuhelfen. So wurde die Kleine Festung zum ersten hitlerschen Konzentrationslager auf böhmischem Boden. Bald darauf, im November 1941, kam ein zweites hinzu: die Große Festung, die als Konzentrations-Getto adaptierte Stadt Theresienstadt. Im Getto waren die Juden nicht auf Rosen gebettet, aber wehe denen, die aus irgendeinem Grunde in die Kleine Festung kamen!“

Merell berichtet über das Schicksal der Juden, die direkt in die Kleine Festung kamen oder aber erst in das Ghetto eingeliefert und dann mit dem Vermerk „RU“ (Rückkehr unerwünscht) in das Gestapo-Gefängnis überstellt wurden:

„Juden, die aus dem Getto in die Kleine Festung kamen, waren zur Vernichtung bestimmt, so daß nur wir, die wir mit dem Leben davonkamen, unsere Stimmen erheben können, um Zeugnis abzulegen von ihrem großen Leiden. Die Kleine Festung war eine Durchgangsstation zwischen Untersuchungshaft und Einlieferung in ein KZ, oder in ein Gefängnis, so daß die Häftlinge für gewöhnlich nicht lange dort blieben. Ich aber verbrachte volle vierzehn Monate dort, so daß ich mehr Gelegenheit als die meisten anderen hatte, Zeuge der unmenschlichen Grausamkeiten zu werden, die die Nazi an den Häftlingen, besonders aber an den Juden, begingen.“

## Personen

### Gefangene
- Josef Beran (1888–1969), Erzbischof von Prag
- Felix Bloch (Zeichner) (1898–1944), Zeichner und Werbegrafiker aus Wien und seine Ehefrau Antonie
- Martin Finkelgruen (1876–1942), Kaufmann, „erschlagen“ in der Kleinen Festung
- Fancia Grün (1904–1945), Widerstandskämpferin, Sekretärin, erschossen in der Kleinen Festung
- Karl Herxheimer (1861–1942), Medizinprofessor (Universität Frankfurt) und Mäzen
- Karel Kosík (1926–2003), Philosoph und Literaturtheoretiker
- Paul Thümmel (1902–1945), Doppelagent
- Theodor Veidl (1885–1946), Komponist und Musikschriftsteller, am 18. Februar 1946 eines Hungertodes gestorben
- Benno Wolf (1871–1943), Höhlenforscher

### Täter
- Heinrich Jöckel (1898–1946), SS-Hauptsturmführer, Kommandant, zum Tode verurteilt und 1946 hingerichtet
- Wilhelm Schmidt, stellvertretender Kommandant, am 12. November 1946 zum Tode verurteilt und hingerichtet
- Rudolf Burian, Aufseher, zum Tode verurteilt und 1946 hingerichtet
- Anton Malloth (1912–2002), Aufseher, 2001 vom Landgericht München I wegen Ermordung eines Häftlings zu lebenslanger Haft verurteilt.
- Albert Neubauer, Aufseher, zum Tode verurteilt und 1946 hingerichtet
- Stefan Rojko, Aufseher, 1963 vom Landgericht Graz zu lebenslänglicher Haft wegen Tötung und Misshandlung mit Todesfolge von politischen Häftlingen und Juden verurteilt
- Kurt Wachholz (1909–1969), Aufseher, vom Ost-Berliner Stadtgericht 1968 zum Tode verurteilt und hingerichtet
- Julius Viel (1918–2002), im „Ravensburger Kriegsverbrecherprozess“ 2001 zu 12 Jahren Haft verurteilt.

## Nachkriegszeit
Ab 1945 wurde in der Kleinen Festung das Internierungslager Theresienstadt für Deutsche eingerichtet.